# Areia Funda
A Areia Funda apresenta-se como um conjunto de formações rochosas de origem vulcânica localizadas na costa ocidental da ilha do Pico, no município da Madalena, arquipélago dos Açores.
Estas formações geológicas de origem vulcânica dão forma a uma antiga zona balnear de piscinas naturais de água salgada. Após a conclusão das obras do porto da Madalena, a qualidade da agua deteriorou-se de um forma bastante acentuada, sendo considerada imprópria para banhos. O aspeto verde e os frequentes maus cheiros desencorajam os possíveis banhistas, que cada vez mais procuram outras e melhores zonas balneares espalhadas um pouco por toda a ilha. As vilas de São Roque e Lajes oferecem locais de melhor qualidade para banhos durante o verão. Na Madalena a zona balnear recomendada é a piscina municipal. . 